# Walter Scheurle

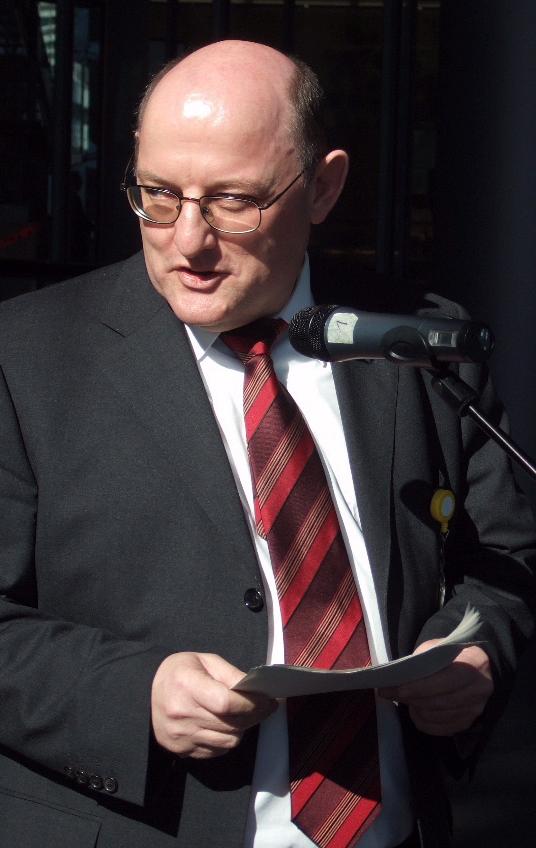
Walter Scheurle (2007)

Walter Scheurle (* 13. August 1952 in Schwäbisch Gmünd) ist ein deutscher Manager. Von 2000 bis 2012 war er Konzernvorstand für Personal und Arbeitsdirektor der Deutschen Post AG.
Als Sohn eines Silberschmieds geboren, verließ er schon mit 15 Jahren das Gymnasium. Nach einer Ausbildung zum Postjungboten beim Postamt in Schwäbisch Gmünd ab 1967 wurde Scheurle zunächst im einfachen Postdienst eingesetzt. Ab 1972 war er im mittleren Postdienst in den Ämtern Stuttgart 1 und Schwäbisch Gmünd beschäftigt. 1974 wurde er Vorsitzender der Bezirksjugendvertretung bei der Oberpostdirektion Stuttgart. Seit 1979 war Scheurle in verschiedensten Funktionen bei der Deutschen Postgewerkschaft (DPG) beschäftigt, zunächst als Sachbearbeiter beim Hauptvorstand, anschließend als Sekretär des Bezirksvorstands in Stuttgart. 1985 wurde er Leiter der Abteilung Postdienst beim Hauptvorstand der Gewerkschaft.
Im Jahr 1995 wurde er Mitglied im geschäftsführenden Hauptvorstand der Deutschen Postgewerkschaft, verantwortlich für Postdienst, Jugend und Bildung. Im selben Jahr hatte man ihn auch in den Post-Aufsichtsrat berufen.
Anfang 2000 wurde Scheurle zum Vorstand bestellt und übernahm das Konzernressort „Personal“. Er war Arbeitsdirektor der Deutschen Post AG. Das Ressort Personal ist verantwortlich für die Tarifstandards der Deutschen Post DHL in Deutschland, der nationalen und internationalen Beziehungen zu den Vertretungen der Arbeitnehmer sowie der Personalpolitik für den Unternehmensbereich BRIEF. Zum 30. April 2012 ist er aus dem Vorstand ausgeschieden, seine Nachfolgerin ist Angela Titzrath.
Scheurle ist Mitglied im Verwaltungsrat der Bundesanstalt für Post und Telekommunikation. 1994 war er Mitglied im Paritätischen Ausschuss bei der Kommission der Europäischen Union.
Seit 2013 ist er Vorsitzender der Deutschen Gesellschaft für Post- und Telekommunikationsgeschichte.
Scheurle ist Mitglied im Vorstand der Stiftung Lesen.